# Requena (Valencia)
Requena település Spanyolországban, Valencia tartományban. Requena Caudete de las Fuentes, Chera, Valencia, Cofrentes, Cortes de Pallás, Yátova, Buñol, Siete Aguas, Chelva, Loriguilla, Utiel, Venta del Moro, Casas de Ves, Villatoya, Alborea, Casas-Ibáñez és Balsa de Ves községekkel határos. Lakosainak száma 20 740 fő (2024).

## Népesség
A település népessége az utóbbi években az alábbiak szerint változott:
| Lakosok száma | 19 391 | 19 849 | 20 440 | 21 278 | 21 554 | 20 901 | 20 320 | 20 254 | 20 058 | 20 740 |
|               | 2001   | 2004   | 2007   | 2009   | 2012   | 2014   | 2017   | 2019   | 2022   | 2024   |